# 吉珲客运专线
吉珲客运专线是中国一条连接吉林省吉林市与珲春市的客运专线，设计时速250公里。工程于2010年10月30日动工，於2015年9月20日通车。2015年7月30日，吉珲客运专线与长吉城际铁路合并，命名为长珲城际铁路。

## 简介
线路起自吉林市，经吉林市的昌邑区、龙潭区、蛟河市，延边朝鲜族自治州的敦化市、安图县、延吉市、图们市，终点为珲春市。该客运专线正线全长359公里，总投资约416亿元。全线有桥梁106座87公里，隧道86座149公里，桥隧比占66%。

## 沿线车站
全线设9个车站。
| 吉珲客运专线     |          |          |             |                                         |         |      |
| 所在地区         | 所在地区 | 站名     | 里程 （km） | 连接铁路                                | 规模    | 备注 |
| 吉林市           | 昌邑区   | 吉林     | 0           | 长吉城际铁路 长图铁路 沈吉铁路 吉舒铁路 | 8台14线 |      |
| 吉林市           | 蛟河市   | 蛟河西   | 65.6        |                                         | 2台4线  |      |
| 延边朝鲜族自治州 | 敦化市   | 威虎岭北 | 118.0       |                                         | 2台4线  |      |
| 延边朝鲜族自治州 | 敦化市   | 敦化     | 156.5       | 敦白客运专线 长图铁路                   | 4台11线 |      |
| 延边朝鲜族自治州 | 敦化市   | 大石头南 | 176.3       |                                         | 2台4线  |      |
| 延边朝鲜族自治州 | 安图县   | 安图西   | 219.0       |                                         | 2台4线  |      |
| 延边朝鲜族自治州 | 延吉市   | 延吉西   | 268.8       |                                         | 4台9线  |      |
| 延边朝鲜族自治州 | 图们市   | 图们北   | 305.7       | 长图铁路 图佳铁路                       | 3台7线  |      |
| 延边朝鲜族自治州 | 珲春市   | 珲春     | 360.7       |                                         | 2台3线  |      |

## 工程进度
- 2010年7月26日 工程获国家发展与改革委员会批复。[6]
- 2010年10月30日 工程正式动工。[7]
- 2015年9月20日正式通車。

## 争议
该线沿线虽然设有很多铁塔，但自线路开通以来，有民众投诉沿线手机信号非常差。据新闻报道透露，这一问题最大的原因是运营商迟迟不上设备。